# 杜尔塞·特列斯
杜尔塞·特列斯（西班牙語：Dulce Téllez，1983年9月12日—），古巴前女子排球运动员。她曾代表古巴国家队参加2004年夏季奥林匹克运动会排球比赛，结果获得一枚铜牌。